# 대니카 패트릭
대니카 수 패트릭(Danica Sue Patrick, 1982년 3월 25일 ~ )은 미국의 카레이서이다. 미국 오픈 휠 자동차 경주 역사상 가장 성공적인 여성이다. 2008년 인디 재팬 300에서 그녀의 우승은 인디카 시리즈 경주에서 여성이 우승한 유일한 것이다.
위스콘신주 벨로이트의 노동계급 가정에서 태어난 패트릭은 10살 때부터 카트를 타기 시작했고 1990년대 중반에 세계 카트 협회 그랜드 내셔널 챔피언십에서 그녀의 클래스를 세 번 우승함으로써 초기 성공을 거두었다. 그녀는 1998년 부모님의 허락으로 고등학교를 중퇴하고 경력을 쌓기 위해 영국으로 이주했다. 패트릭은 자금 부족으로 2001년 미국으로 돌아오기 전에 포뮬러 복스홀과 포뮬러 포드에서 경쟁했다. 2002년에 그녀는 라할 레터맨 레이싱을 위해 5개의 바버 닷지 프로 시리즈 경주에 참가했다. 패트릭은 이후 2년 동안 토요타 애틀랜틱 시리즈에 참가했다. 그녀의 최선의 노력은 2004년 시즌 챔피언십 순위에서 3위였으며, 여기서 그녀는 시리즈에서 폴 포지션을 획득한 최초의 여성이 되었다.
그녀는 2005년에 라할 레터맨 레이싱과 함께 인디카 시리즈에 처음으로 참가했고, 토마스 쉑터의 신인 시즌 폴 기록과 동일한 3개의 폴 포지션을 차지했다. 그녀는 2005년 인디애나폴리스 500과 2005년 인디카 시리즈에서 올해의 신인상을 수상했다. 그녀는 2006년 라할 레터맨 레이싱과 2007년 안드레이 그린 레이싱으로 향후 2년 동안 향상되었다. 2008년 패트릭은 일본 우승에 이어 드라이버 순위에서 전체 6위를 차지했다. 그녀는 이것을 개선하여 다음 시즌에 5위를 확보했고, 인디애나폴리스 500에서 커리어 최고 3위를 기록했다. 패트릭의 전반적인 형태는 2010년 동안 쇠퇴했지만, 그녀는 2011년 시즌 이후 스톡 카 레이싱에 풀타임으로 집중하기 위해 인디카를 떠나기 전에 여전히 타원형 트랙에서 2초를 관리했다.
패트릭은 2010년 NASCAR 네이션와이드 시리즈(현재 엑스피니티 시리즈)에서 스톡 카 경주를 시작했으며 2011년 라스베이거스 모터 스피드웨이에서 4위를 기록하며 최고의 결과를 얻었다. 그녀는 2012년 시즌에 통산 최고 10위를 기록했다. 1994년 쇼나 로빈슨 이후 네이션와이드 시리즈에서 폴 포지션을 차지한 두 번째 여성이었다. 패트릭은 2012년 스프린트 컵 시리즈(현재 나스카 컵 시리즈)에 출전했다. 2013 데이토나 500의 가장 빠른 예선 랩을 설정하여 8위를 기록했다. 패트릭은 2015년 스프린트 컵 시리즈에서 여성 최다 10위 안에 진입한 자넷 거스리의 기록을 넘어섰다. 그녀는 2017년 시즌 이후 풀타임으로 레이스를 중단했지만 공식적으로 은퇴하기 전에 2018 데이토나 500과 2018 인디애나폴리스 500에 출전했다.